# Psychoda miyatakei
Psychoda miyatakei är en tvåvingeart som beskrevs av Tokunaga 1958. Psychoda miyatakei ingår i släktet Psychoda och familjen fjärilsmyggor. Inga underarter finns listade i Catalogue of Life.